# Keystone K-78 Patrician
Le Keystone K-78 Patrician est un avion de ligne trimoteur américain développé à la fin des années 1920 à la demande de la compagnie aérienne américaine Transcontinental Air Transport. Il a été assemblé à trois exemplaires. Son nom se traduit en français par « patricien ».

## Historique

### Développement
C'est en 1927 que les responsables de Transcontinental Air Transport lancèrent un cahier des charges destiné à la dotation d'un avion de ligne à même de transporter 18 passagers sur une distance supérieure à mille kilomètres. Parmi les constructeurs qui répondirent à cet appel figurait Keystone qui proposa les plans de son K-78 Patrician D'une configuration de trimoteur, classique pour l'époque, l'appareil fut choisi par la compagnie qui passa commande d'un premier avion. Celui-ci allait alors être le prototype de la série.
Opposé au Boeing Model 80 et au Fokker F.32 l'avion se présenta malheureusement très rapidement comme une machine inférieure, principalement en raison de son coût élevé de production. Finalement le contrat unissant Keystone et Transcontinental Air Transport fut rompu quelques jours seulement avant le premier vol du prototype, intervenu le 9 novembre 1928. Quelques jours plus tard l'avion reçut la certification de type ATC 260 de la part de l'administration de l'aviation civile américaine.

### Service opérationnel
Outre le prototype, vendu en 1929 au motoriste Curtiss-Wright Corporation comme banc d'essai volant, deux exemplaires de série furent construits, chacun pour une compagnie différente. Les Keystone K-78 Patrician n'ont volé pas qu'à l'intérieur du territoire américain, en effet l'un des appareils a été acquis en 1933 par une compagnie mexicaine. Il semble que ces avions n'aient pas été utilisés au-delà de 1939. Ils n'ont connu aucune carrière militaire.

### Utilisateurs
États-Unis
- Colonial Air Transport.
- Curtiss-Wright Corporation[2].
- Northwest Airways[2].

 Mexique
- Mexicana de Aviación[1].

## Aspects techniques

### Description
Le Keystone K-78 Patrician se présente sous la forme d'un monoplan à aile haute trimoteur construit en bois, contreplaqué, et métal. Propulsé par trois moteurs en étoile Wright R-1750 Cyclone de 525 chevaux chacun entraînant chacun une hélice tripale en métal il dispose d'un train d'atterrissage classique fixe, et d'une roulette de queue orientable. Son cockpit permet l'accueil d'un équipage de deux membres, pilote et copilote, tandis que la cabine accueille 18 passagers.

### Aéronefs similaires
- Boeing Model 80.
- Fokker F.32.
- Ford 5-AT[5].